# Designação estelar
A  designação ou nomenclatura das estrelas (e de outros corpos celestes) fica a cargo da União Astronômica Internacional (UAI). Muitos dos nomes em uso atualmente foram herdados de épocas anteriores à existência da UAI. Outros nomes, especialmente para estrelas variáveis (incluindo novas e supernovas), são adicionados o tempo todo. A maioria das estrelas, entretanto, não possui nomes e são designadas por números de catálogo, se chegarem a ser catalogadas. Este artigo discorre brevemente sobre alguns dos métodos usados para designar as estrelas.

## Nomes próprios
A maioria das estrelas brilhantes visíveis (a olho nu) possui nomes tradicionais, a maioria dos quais deriva do árabe, mas algumas poucas receberam nome do latim. Ver a Lista de nomes tradicionais de estrelas para consultar alguns desses nomes.
Existem, porém, alguns problemas com esses nomes:
- A ortografia nem sempre é padronizada (Almach ou Almaach ou Almak ou Alamak)
- Várias estrelas possuem mais de um nome, de igual popularidade (Mirfak ou Algenib ou Alcheb; Regor ou Suhail al Muhlif; Alkaid ou Benetnasch; Gemma ou Alphecca; Alpheratz ou Sirrah)
- Devido à imprecisão dos antigos catálogos de estrelas, pode não ser possível precisar qual estrela em uma constelação um nome em particular se refere (por exemplo Alniyat, Chara).
- Algumas estrelas em constelações completamente diferentes podem possuir o mesmo nome: Algenib em Perseus e Algenib em Pegasus; Gienah em Cygnus e Gienah em Corvus, Alnair em Grus e Alnair em Centaurus.

Na prática, os nomes tradicionais só são utilizados para as estrelas mais brilhantes (Sirius, Arcturus, Vega, etc.) e para um pequeno número de estrelas menos brilhantes porém "interessantes" (Algol, Polaris, Mira, etc.).  Para outras estrelas brilhantes, a designação de Bayer costuma ser favorecida.
Em adição aos nomes tradicionais, um pequeno número de estrelas "interessantes" pode possuir nomes de pessoas. Por exemplo, a estrela de Barnard possui o movimento próprio mais alto de entre todas as estrelas, tornando-se assim notável mesmo sendo ténue demais para poder ser vista a olho nu.
Duas estrelas de segunda magnitude, Alpha Pavonis e Epsilon Carinae, receberam os nomes próprios Peacock e Avior respectivamente em 1937 pela HM Nautical Almanac Office durante a criação do The Air Almanac, um almanaque de navegação para a Royal Air Force.  Das cinquenta e sete incluídas nesse almanaque, apenas essas duas não possuíam nomes clássicos. A RAF insistiu que todas as estrelas deveriam ter nomes, então inventou-se esses dois nomes para elas.

### O livro "Star Names: Their Lore and Meaning"
O livro Star Names: Their Lore and Meaning de R.H.Allen afetou a nomenclatura das estrelas:
- O livro lista vários nomes de estrelas assírio-babilônicos e sumeriana recuperados pela arqueologia, e alguns destes (por exemplo. Sargas e Nunki) se tornaram de uso geral.
- O livro lista também vários nomes de estrelas chineses, e alguns destes, (por exemplo Cih ou Tsih) se tornaram de uso geral.
- R.H.Allen representava o som "kh" com um 'h' com um ponto em cima, e ao menos um livro de astronomia (o livro de Patrick Moore) tendo R.H.Allen como referência, interpretou erroneamente essa estranha letra como 'li'.

## Letras de Bayer
Johann Bayer introduziu um sistema de designação das estrelas mais brilhantes em cada constelação através do uso de letras gregas (e em menor grau de letras latinas) sistema ainda muito utilizado. Ver Designação de Bayer para detalhes.

## Números de Flamsteed
A numeração das estrelas em uma constelação, introduzida por John Flamsteed também permaneceu popular, apesar de as letras gregas de Bayer ser geralmente favorecidas, quando há escolha. Ver Designação de Flamsteed para mais detalhes.

## Números de Gould
Benjamin Gould numerou as estrelas do hemisfério sul de maneira similar ao sistema utilizado por Flamsteed no hemisfério norte. Algumas estrelas ainda são comumente designadas por esses nomes, apesar de este sistema ter caído em desuso. Ver Designação de Gould para mais detalhes.

## Números de Hevelius e Bode
Tanto Hevelius quanto Bode numeraram as estrelas dentro de uma constelação de maneira similar. Os sistemas de numeração inventados por eles caiu em desuso, mas as suas designações são agora tratadas erroneamente como designações de Flamsteed.  47 Tucanae, um número dado por Bode, é um célebre exemplo.

## Designações de variáveis
Estrelas variáveis que não possuem designações de Bayer recebem designações especiais que as identificam como estrelas variáveis. Ver Designação de estrela variável para mais detalhes.

## Números de catálogo
Na ausência de algum meio apropriado para se designar uma estrela, costuma-se usar números de catálogo. Vários catálogos estelares diferentes são usados para este propósito. Ver Catálogo de estrelas.

## Busca por exoplanetas
Quando um planeta é detectado orbitando uma estrela, a estrela muitas vezes recebe um nome e número baseado no nome do telescópio utilizado na missão de pesquisa que a descobriu e o número de planetas que já foi descoberto pela missão, por exemplo HAT-P-9, WASP-1, COROT-1, Kepler-4.

## Venda de nomes de estrelas
Existem algumas empresas que vendem a concessão de direitos de nomeação de estrelas obscuras para fins comemorativos. A venda de nomes de estrelas não tem relação alguma com a nomenclatura oficial da UAI e esses nomes não são reconhecidos por nenhum órgão internacional científico ou de registro. Como resultado, uma única estrela pode vir a receber diferentes nomes independentes por várias empresas, ou várias vezes pela mesma empresa.

## Epônimos
Algumas poucas estrelas recebem nomes de pessoas; o uso dessa nomenclatura é raro, sendo a maioria dos casos nomes não-oficiais que acabam por se tornar oficiais.